# 嘉陽哲久
嘉陽 哲久（かよう てっきゅう、1981年11月21日 - ）は、東京都出身の元モーターサイクル・ロードレースライダー。2002年全日本ロードレース選手権GP250クラス年間チャンピオン。華々しい活躍をしたが、2004年全日本ロードレース選手権・第4戦（もてぎ）でのアクシデントによる大怪我の為、2006年引退。

## 戦績
ロードレース世界選手権
- 1999年　GP250クラス　日本GP（もてぎ）15位、ランキング31位（TSR）
- 2000年　GP500クラス　 オーストラリアGP13位、ランキング26位（ホンダ）
- 2003年　GP250クラス　日本GP（鈴鹿）9位、ランキング26位（ヤマハ）

全日本ロードレース選手権
- 1998年　GP250クラス　ランキング10位
- 1999年　GP250クラス　ランキング3位、（F.C.C. TSR）
- 2000年　GP250クラス　ランキング3位（1勝）（F.C.C.TSRカストロール）
- 2001年　GP250クラス　ランキング13位、（F.C.C.TSR）
- 2002年　GP250クラス　年間チャンピオン（1勝）、（HITMAN RC甲子園ヤマハ）
- 2003年　GP250クラス　ランキング8位、（HITMANRC甲子園ヤマハ）
- 2004年　ST600クラス（HITMANRC甲子園ヤマハ）